# Ivo Štakula
Ivo Štakula, född 25 februari 1923 i Dubrovnik, död 26 oktober 1958 i Melbourne, var en jugoslavisk (kroatisk) vattenpolospelare (försvarare). Han tog OS-silver 1952 med Jugoslaviens landslag. Under andra världskriget representerade Štakula Oberoende staten Kroatien i vattenpolo. VK Mornar och VK Jug var hans klubblag i Jugoslavien.
Štakula spelade tre matcher i den olympiska vattenpoloturneringen i London och nio matcher i den olympiska vattenpoloturneringen i Helsingfors där Jugoslavien tog silver.
Štakula blev uttagen i det jugoslaviska laget som deltog i olympiska sommarspelen 1956. Han spelade inga matcher i turneringen men valde däremot att stanna kvar i Melbourne istället för att återvända hem. För Jugoslavien hade han hunnit spela 73 landskamper. Han sökte politisk asyl i Australien och spelade sedan vattenpolo för Melbourne Collegians.